# Laura Guglielmi
Laura Guglielmi (Sanremo, 19 gennaio 1961) è una giornalista e scrittrice italiana.

## Biografia
Nata a Sanremo, dopo aver vissuto a Roma e Londra, si è trasferita a Genova, dove risiede . È sposata con l'artista Cesare Viel. Dopo la laurea in lingue e letterature straniere moderne, inizia a collaborare su quotidiani.

## Giornalismo
Dal 1999 è giornalista professionista. 
Ha lavorato per il quotidiano Il Secolo XIX nelle pagine culturali, collaborato per Radio Rai, il quotidiano  La Repubblica - D-la Repubblica delle donne e per il quotidiano La Stampa nel supplemento culturale TuttoLibri.
Per Radio Rai è stata autrice e conduttrice della trasmissione  la Sanremo inesistente di Italo Calvino.
È stata direttrice dal 2000 al 2017 del web magazine mentelocale.it 
Dal 2018 scrive anche sul suo sito-blog Laura Guglielmi

## Attività accademica
Nel 2021 e 2022 all'Università di Genova, ha tenuto un laboratorio con la sua ricerca trentennale sui luoghi letterari di Italo Calvino, da cui è nato un itinerario di Sanremo e della campagna circostante.
Giornalismo e comunicazione sono poi i temi che, dal 2018 al 2022, la hanno vista docente di Informazione multimediale e di teorie e tecniche del linguaggio giornalistico - scrittura web all'Università di Genova".

## Mostre e festival
Per prima ha mappato i luoghi letterari di Italo Calvino a Sanremo, per dare vita alla mostra fotografica Dal Fondo dell’opaco io scrivo sullo scrittore, inaugurata nel 1995 a Sanremo, di cui è stata curatrice, poi approdata negli Stati Uniti, esposta alla New York University, nelle celebrazioni sullo scrittore organizzate dalla figlia Giovanna Calvino
È stata direttore artistico del festival letterario Incipit Festival

## Attività letteraria
Ha pubblicato diversi libri su letteratura e paesaggio e racconti in antologie e su riviste. Nel 1996, per il centenario della nascita di Eugenio Montale, è stata coordinatrice per la Regione Liguria delle celebrazioni.
Nel 1998 ha ideato per la Regione Liguria il Parco Culturale Val di Magra e Terra di Luni e curato la guida letteraria "Su giù per la Val di Magra, in vacanza con gli scrittori". . 
Nel 2000 ha anche progettato gli itinerari del “Parco letterario golfo dei poeti” e curato insieme a Maria Luisa Eguez e Carla Sanguineti il volume “Qui è bello come non mai. In viaggio con gli scrittori da San Terenzo a Tellaro” 
Ha curato, insieme a Rosa Giangoia, i dieci volumi della collana Liguria terra di poesia (1996-2001), con brani sulla Liguria di scrittori e scrittrici italiani e stranieri, così come la pubblicazione del volumetto “Parchi Culturali della Regione Liguria” (1999), dove ha messo in risalto il rapporto tra gli scrittori e il paesaggio, tra i quali Ugo Foscolo, Giovanni Ruffini, Edmondo De Amicis, Matilde Serao, Gabriele D’Annunzio, Giovanni Boine, Guido Gozzano, Eugenio Montale, Dino Campana, Lalla Romano, Giorgio Caproni, Mario Soldati, Carlo Levi, Gina Lagorio, Milena Milani, Mario Tobino, Italo Calvino, Tommaso Landolfi, Camilla Salvago Raggi, Antonio Tabucchi, Nico Orengo, Francesco Biamonti. Tra gli stranieri: Mary Shelley, George Byron, Percy B. Shelley, Oscar Wilde, Katherine Mansfield, Joseph Conrad, D. H. Lawrence, Anastasija e Marina Cvetaeva, Charles Dickens, Rosa Luxemburg, Amin Maalouf, Herman Melville, Friedrich Nietsche, Madame de Staël, Mark Twain, Paul Valery, Ezra Found, Andersen, George Sand. Simone de Beauvoir e Virginia Woolf.  
Nel 2002 ha curato la pubblicazione di Genov@giovane. Tracce di vita urbana, raccolta di articoli dei diversi redattori del web magazine www.mentelocale.it di cui era la direttrice, sguardi su Genova, i bisogni dei giovani e eventi di inizio 2000, tra cui il G8.
Nel 2019 ha pubblicato Le incredibili curiosità di Genova. Uno sguardo su più di mille anni di storia della Superba, narrazione di luoghi, eventi, personaggi storici, tradizioni del capoluogo ligure .
Nel 2021 è autrice di Lady Constance Lloyd. L'importanza di chiamarsi Wilde, sulla vita di Constance Lloyd, moglie di Oscar Wilde, figura femminile singolare, giornalista, scrittrice di talento e attivista dei movimenti per i diritti delle donne.
Nel 2023, centenario della nascita di Italo Calvino, per l'Università di Genova e il Comune di Sanremo, ha ideato con Veronica Pesce, l'itinerario sui luoghi di Calvino con installazioni di pannelli in luoghi sanremesi legati alla vita dello scrittore. Ne è anche uscito un libro, scritto dagli studenti: Italo Calvino, Sanremo e dintorni Un itinerario letterario (1923-2023) (Il palindromo).
Nel 2023 ha pubblicato Italo Calvino e Sanremo alla ricerca di una città scomparsa, libro, tra narrativa e saggio, ove viene messo in evidenza come lo scrittore ligure abbia sempre sentito il paesaggio originario come fonte continua di ispirazione. Nel testo viene messo in luce tutta la modernità di Calvino e della sua scrittura e poetica. Grazie ai genitori scienziati, aveva una spiccata coscienza ecosostenibile e una forte sensibilità nei confronti della natura e degli animali, come trapela dai suoi stessi libri.  

## Premi e riconoscimenti
- Nel dicembre 2004 insieme a Fiorenza Vallino, direttrice del settimanale Io donna de Il Corriere della sera ha ricevuto dal sindaco di Genova, Giuseppe Pericu il premio giornalistico del Comune di Genova "Nuovi percorsi", per il lavoro nel corso del 2004 per Genova, Capitale Europea della Cultura[7].

## Opere
- Dal fondo dell’opaco io scrivo. Italo Calvino da Sanremo a New York (a cura di Laura Guglielmi), catalogo della mostra, Casa Zerilli Marimò, New York University, Istituto internazionale di studi liguri, interventi, tra gli altri di Giorgio Bertone, Francesco Biamonti, Nico Orengo, Massimo Quaini, De Ferrari, 1999. ISBN 978-8871722160
- Genov@giovane. Tracce di vita urbana, AA.VV., Fratelli Frilli, 2002. EAN 9788887923346
- Le incredibili curiosità di Genova. Uno sguardo su più di mille anni di storia della Superba, Newton Compton Editor, 2019. ISBN 978-8822733436
- Lady Constance Lloyd. L'importanza di chiamarsi Wilde, Morellini, 2021. ISBN 978-8862988629
- Italo Calvino e Sanremo, Il Canneto Editore, 2023. ISBN 979-1280239624